# Latent semantische Optimierung
Die Latent semantische Optimierung (oft mit LSO abgekürzt) bezeichnet die inhaltliche Optimierung von Texten und Webseiten im Allgemeinen und ist somit der Suchmaschinenoptimierung (SEO) nicht unähnlich.
Bei einer LSO wird der Inhalt einer Webseite textlich derart gestaltet, dass Wörter verwendet werden, die im Allgemeinen im Zusammenhang mit dem Thema dieser Webseite zumeist auch auf anderen Webseiten genannt werden.
Sinn und Zweck dieser Optimierung ist es, in den organischen Suchergebnissen von Suchmaschinen bessere Positionen zu erreichen. Es wurde jedoch bisher noch nicht öffentlich bestätigt, dass die führenden Suchmaschinen entsprechende Algorithmen verwenden. Häufig wird als Beispiel die Methode Latent semantische Indizierung genannt, jedoch gibt es weder eine Bestätigung dieser Annahme, noch scheint sie aus wissenschaftlicher Perspektive wahrscheinlich.
Das grundsätzliche Problem besteht dabei darin, dass der Algorithmus den gesamten Datenbestand im Index einer Suchmaschine als Grundlage besitzt. Als Außenstehender ist es nicht möglich, eine Einschätzung vorzunehmen, welche Begriffe tatsächlich im Sinne der latent semantischen Indizierung einen positiven Einfluss aufeinander ausüben.
Dennoch ist es anzuraten, in einem Text verschiedene Formulierungen und verwandte Sachverhalte aufzugreifen, sofern sie thematisch passen und einen Nutzen für den Leser darstellen. Auch wenn sich dadurch keine Verbesserung des Rankings ergibt, erhöht sich die Wahrscheinlichkeit, dass der Text relevanter für verwandte Suchanfragen wird und darüber weitere Besucher gewonnen werden können.